# Мали, Николоз
Николоз Мали (груз. ნიკოლოზ მალი; 27 января 1999) — грузинский футболист, защитник тбилисского «Динамо» и сборной Грузии.

## Биография

### Клубная карьера
Воспитанник клуба «Сабуртало». Согласно данным сайта footballfacts.ru, за основной состав команды Мали дебютировал в сезоне 2014/15, когда клуб ещё выступал в первой лиге. В высшей лиге Грузии выступает с 2017 года. В дебютный сезон отыграл 14 матчей и забил 1 гол, но в следующий, чемпионский для «Сабуртало» сезон появился на поле лишь три раза. С 2019 года является основным игроком команды, с которой выступал в отборочных стадиях Лиги чемпионов и Лиги Европы.

### Карьера в сборной
В 2017 году в составе сборной Грузии до 19 лет принимал участие в домашнем для Грузии юношеском чемпионате Европы, где сыграл в трёх матчах группового этапа и занял с командой третье место в группе.
В сентябре 2020 года получил свой первый вызов в основную сборную Грузии на матчи Лиги наций УЕФА против Эстонии и Северной Македонии. Дебютировал 8 сентября, появившись в стартовом составе на матч с Северной Македонией (1:1), в котором был заменён на 75-й минуте.

## Достижения
«Сабуртало»
- Чемпион Грузии: 2018
- Победитель первой лиги Грузии: 2014/15
- Обладатель Кубка Грузии: 2019